# Ernst Frick (Maler)
Ernst Frick (* 21. September 1881 in Knonau; † 23. August 1956 in Ascona) war ein Schweizer Maler.

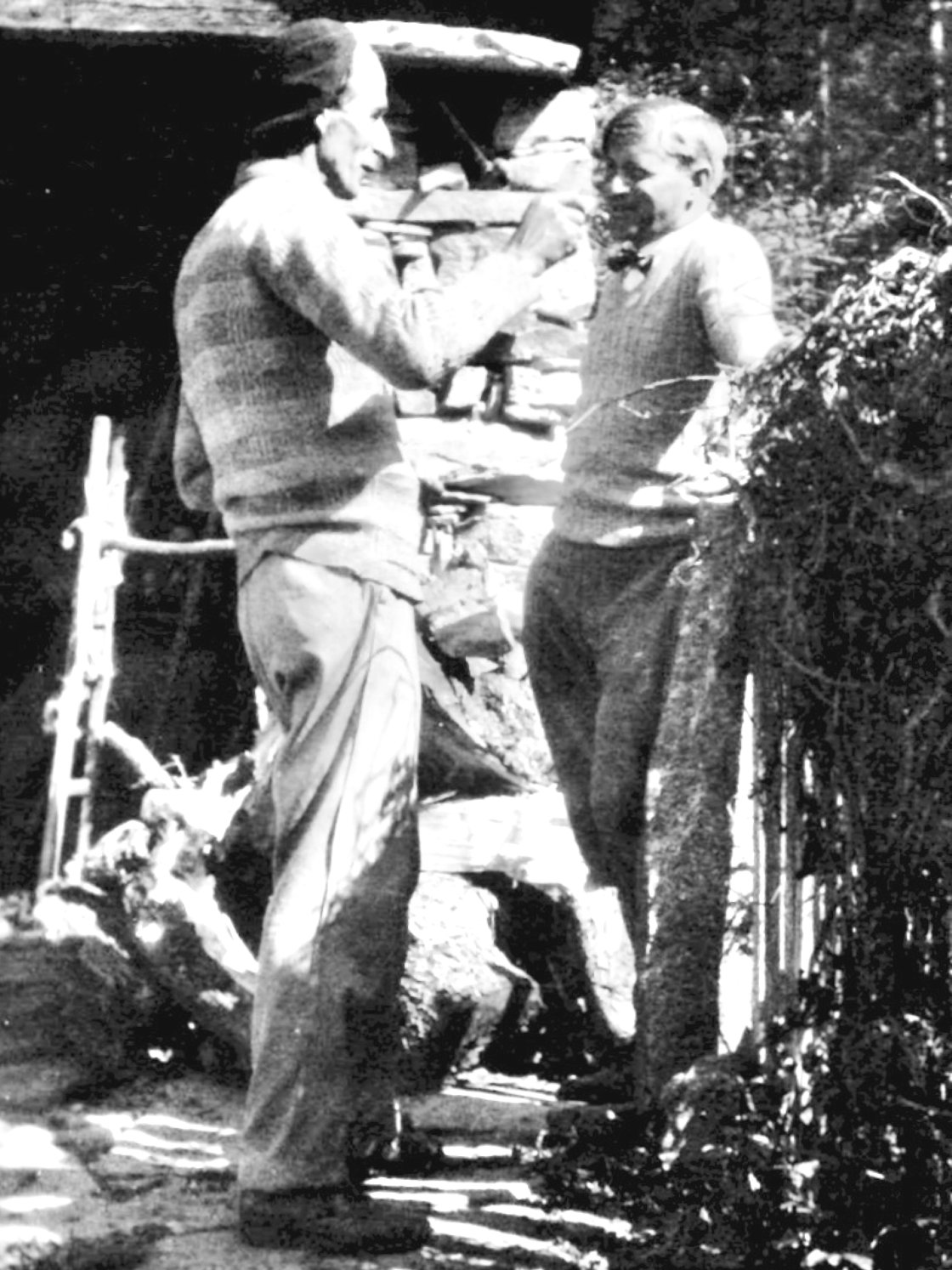
Ernst Frick und Paul Reiner in Ascona

## Leben
Ernst Frick wurde in seiner Heimatgemeinde Knonau (Kanton Zürich, Schweiz) als viertes Kind von insgesamt neun Geschwistern (acht Buben, zuletzt ein Mädchen) geboren. Dieser Bauernhof gehörte schon im 15. Jahrhundert der Familie Frick und wird bis heute von Verwandten bewohnt und bewirtschaftet (Stand 2015). Seine Mutter stammte aus Stein am Rhein, Kanton Schaffhausen. Als Frick 14 Jahre alt war, erlitt sein Vater einen tödlichen Unfall. Die beiden jüngsten Geschwister durften bei der Mutter bleiben; der älteste Bruder stand zu dieser Zeit bereits auf eigenen Beinen; das sechste und das siebte Kind wurden an verschiedene Orte gegeben.
Frick war künstlerisch veranlagt, musste jedoch den Beruf eines Giessers erlernen. Vermutlich während seiner Wanderjahre kam er als Gewerkschafter in Kontakt mit dem Anarchismus. Von 1904 bis 1906 redigierte er zeitweise die militante Zeitschrift Der Weckruf. Ein Lungenleiden veranlasste Ernst Frick 1906 zu einem Kuraufenthalt in Ascona, Kanton Tessin, wo er mit Künstlern, Anarchisten, Bohemiens usw. zusammentraf. 1907 beteiligte er sich an einem Anschlag auf die Kantonspolizei Zürich zur Befreiung eines inhaftierten russischen Anarchisten und 1908 an einer vorsätzlich herbeigeführten Entgleisung einer Strassenbahn. Aufgrund eines für ihn geleisteten Meineids erfolgte die Verurteilung erst 1912, worauf Frick eine einjährige Gefängnisstrafe absitzen musste.
Schon seit etwa 1909 lebte er mit Frieda Gross, geb. Schloffer (1876–1950), aus Graz zusammen. Diese war jedoch mit seinem ebenfalls aus Graz stammenden Freund Otto Gross (1877–1920), einem von Sigmund Freud und Friedrich Nietzsche beeinflussten und umstrittenen Arzt und Psychoanalytiker, verheiratet und hatte mit diesem den ehelichen Sohn Wolfgang Peter (1907–1946). Die Verbindung zwischen ihm und Frieda Gross erfolgte im gegenseitigen Einvernehmen der drei Beteiligten. Ihr entsprangen drei uneheliche Töchter: Eva Verena Schloffer (1910–2005), Cornelia Gross (1918–1995) und Ruth Elisabeth Gross (1920–1963). Um 1920 herum trennte sich Frick von Frieda Gross, und Margarethe Marianne Fellerer aus Linz wurde seine Lebensgefährtin. Zusammen bauten sie sich später ein Haus auf dem Monte Verità, die Cà del Sass. 1941 heirateten sie; die Verbindung blieb kinderlos.
Soweit zu ermitteln, begann Frick um 1917 zu malen. Unterrichtet wurde er von Arthur Segal in Ascona, der ihn 1917 auch porträtierte. Frick malte in Kohle, Öl und Aquarell. Seine Vorliebe galt der Natur und den Tieren, aber auch arbeitenden Menschen. Im Tessin boten sich für ihn in den vielen urtümlichen Tälern und Bergen unerschöpflich viele Motive. Er war von der Künstlergruppe Der Blaue Reiter beeinflusst. 1924 war er Gründungsmitglied der Künstlervereinigung Der Grosse Bär, der die Künstlerkollegen Albert Kohler, Walter Helbig, Otto Niemeyer-Holstein, Gordon Mallet McCouch, Marianne von Werefkin und Otto van Rees angehörten, und die verschiedentlich in Ascona, Bern und Zürich sowie einmal in Berlin ausstellten. Nach der 1941 erfolgten Auflösung der Gruppe Der Grosse Bär blieb er weiterhin künstlerisch tätig und trat sich neu formierenden Asconeser Künstlergruppen bei.
In Bosco/Gurin, dem auf etwa 1500 m Höhe liegenden, einzigen deutschsprachigen Dorf im Tessin, fand Frick seinen zweiten Wohnsitz («in Bosco/Gurin steht man der Natur ‹gerade› gegenüber!» so Fricks eigener Wortlaut). Er kannte sich auch im umliegenden Gebirge aus, sodass er bei einem frühzeitigen Wintereinbruch eine eingeschlossene Viehherde sicher ins Tal zurückführen konnte.
Um 1928 entdeckte Frick auf Balladrum (gesprochen: Balladrüm) oberhalb Asconas eine keltische Siedlung, deren Erforschung ihn bis zuletzt beschäftigte. Ausgehend von dieser archäologischen Amateurtätigkeit, setzte er sich mit der Ergründung einer sogenannten Ursprache auseinander. Minuziös legte er dazu eine Kartei an und zerlegte Wörter bis auf ihre Wurzeln.
Ernst Frick beschäftigte sich aber auch mit Schalensteinen und in diesem Zusammenhang mit monolithischen Türbalken.
Ernst Frick wird von Familienangehörigen und Zeitgenossen als feinfühliger Charakter beschrieben. Er liebte seine Töchter, und mit seinen Geschwistern blieb er zeitlebens eng verbunden. Vieles zeugt neben seiner Naturverbundenheit auch von seiner starken geistigen Tätigkeit, weshalb er auch als der Geistigste aller Kunstmaler im Zusammenhang mit dem damaligen Schauplatz Ascona / Monte Verità erwähnt wird. In der Dauerausstellung des Museums Casa Anatta, Monte Verità, ist seinem Wirken seit 1981 ein Raum gewidmet.
Das Grab von Ernst Frick befindet sich auf dem Gemeindefriedhof von Ascona.